# Kyeok Sul Do
Kyeok Sul Do (tiếng Triều Tiên: 격술도/Kích Thuật Đạo, phiên âm là  Gjogsul) là một môn võ thuật được sáng tạo tại Bắc Triều Tiên và được luyện tập chủ yếu trong Quân đội Nhân dân Triều Tiên bao gồm lực lượng Đặc công Triều Tiên và các cơ quan tình báo của nước này. Kyeok Sul Do cũng được dạy cho quân đội của các quốc gia Đông Âu từng là thành viên của Hiệp ước Warsaw trước đây. Về mặt từ nguyên, nó là sự kết hợp của các gốc từ kyeok (kích: "đánh/đấm", thuật/sul—"nghệ thuật", và do—"đạo" có nghĩa đen là "con đường của nghệ thuật tấn công" hoặc "con đường của kỹ thuật chiến đấu". Đây là một hệ thống chiến đấu tay không cực kỳ khắc nghiệt và thực chiến, được thiết kế để nhanh chóng vô hiệu hóa đối thủ trong các tình huống cận chiến. Các bài tập thường rất nghiêm ngặt, bao gồm rèn luyện sức chịu đựng và khả năng phát lực trên các bề mặt cứng. Môn võ này thường được các quân nhân đặc công Bắc Triều Tiên phô diễn trong những dịp diễu binh hoành tráng.

## Lịch sử
Môn võ Kyeoksuldo bắt nguồn từ taekkyon và hệ thống võ thuật Subak cổ xưa hơn xuất hiện vào năm 420 sau Công nguyên. Môn võ thuật thực thụ này được phát triển vào khoảng năm 1926, trong nhóm kháng chiến do Kim Nhật Thành lãnh đạo để chống lại quân Nhật. Trong Chiến tranh Triều Tiên, môn võ Kyeok Sul Do được dạy cho các du kích cộng sản để chống lại những người lính Mỹ và châu Âu to lớn, lực lưỡng hơn. Sự phát triển của Kyeok Sul Do tiếp tục diễn ra khi Chiến tranh Triều Tiên với Hàn Quốc nổ ra. Trong Chiến tranh Lạnh, Triều Tiên đã chiêu mộ các võ sĩ nước ngoài để huấn luyện quân đội. Tướng Choi Hong Hi, một trong những người sáng lập ra Taekwondo, là một trong những người như vậy khi ông mang Taekwondo đến Triều Tiên vào năm 1979. Theo lời kể của một người đào tẩu An Myeong-jin, các học viên đánh vào cơ thể nhau bằng dây thừng dày và luyện tập tấn công bằng cách đánh vào bê tông và/hoặc đống cỏ khô, một số học viên được cho là đã tử vong vì những bài tập này. Vào những năm 1980, có một bộ phim Bắc Triều Tiên có tên là "Lệnh 027" (명령-027호/Myŏngnyŏng-027 ho) với các pha hành động, võ thuật được dàn dựng công phu, chân thực, mãn nhãn thường mang đậm tính tuyên truyền, ca ngợi lòng yêu nước và tinh thần dũng cảm của chiến sĩ đặc công Bắc Triều Tiên đã thu hút sự quan tâm của giới trẻ Bắc Triều Tiên đến với Kyeok Sul Do. Có những cuộc thi võ thuật ở Bắc Triều Tiên được xây dựng xung quanh Kyeok Sul Do. Theo ghi chép lịch sử được tạp chí võ thuật Mookas trích dẫn thì "các cuộc thi trước đây gần giống với quyền Anh, nhưng ở cuộc thi thứ 7 năm 1987, nó đã phát triển lên đến cấp độ kickboxing". 

## Kỹ pháp
Kyeok Sul Do là một hệ thống chiến đấu tay không tàn bạo và hiệu quả, được thiết kế để nhanh chóng vô hiệu hóa đối thủ trong cận chiến. Môn võ này đặc trưng bởi các kỹ thuật tấn công mạnh mẽ, trực diện sử dụng nắm đấm, bàn chân, cùi chỏ và đầu gối. Trọng tâm của Kyeok Sul Do là tốc độ, sức mạnh và hiệu quả, với các chuyển động thẳng, bùng nổ. Môn võ này tập trung vào các kỹ thuật tấn công trực diện, tàn bạo nhằm vô hiệu hóa đối thủ một cách nhanh chóng trong cận chiến. Các đặc điểm nổi bật của Gjogsul bao gồm việc sử dụng các đòn đấm, đá, cùi chỏ, đầu gối và các kỹ thuật khóa siết, vật lộn. Mục tiêu chính là hiệu quả tối đa với tốc độ và sức mạnh bùng nổ. Huấn luyện Kyeok Sul Do nổi tiếng về sự nghiêm ngặt và cường độ cao, thường bao gồm việc tập tấn công trên các bề mặt cứng để phát triển sức mạnh và khả năng chịu đựng của các đòn đánh. Kyeok Sul Do ban đầu bắt nguồn từ võ thuật Hàn Quốc Subak. Trong các quy tắc và kỹ thuật Kyeoksul mới, Gyuksul cũng tương tự như Sibak (trò chơi chiến đấu đường phố Hàn Quốc) và Gwonbeop (Muyedobotongji).